# آرگو آربیتر
آرگو آربیتر (استونیایی: Argo Arbeiter؛ زادهٔ ۵ دسامبر ۱۹۷۳) بازیکن فوتبال اهل استونی بود.
از باشگاه‌هایی که در آن بازی کرده‌است می‌توان به باشگاه فوتبال فلورا تالین، باشگاه فوتبال ویلیاندی تولویک، باشگاه فوتبال کوتکان تیووائن پالویلیات، و باشگاه فوتبال لوادیا تالین اشاره کرد.
وی همچنین در تیم ملی فوتبال استونی بازی کرده‌است.